# Unió per a la Democràcia Multipartidista
La Unió per a la Democràcia Multipartidaria (en anglès: Union for Multiparty Democracy o UMD) és un partit polític d'oposició a Tanzània.
Arran la instauració del sistema multipartidista el març de 1992, el partit es va registrar el 21 de gener de 1993. Es va presentar per primera vegada a les eleccions parlamentàries de 1995 com quasi tots els altres partits polítics que acabaven de ser legalitzats i registrats oficialment com a candidats. El partit va obtenir 41,257 vots, que representava el 0.6% dels votants.
El partit no va presentar un candidat presidencial en les eleccions del 14 de desembre de 2005, però va fer costat a Sengondo Mvungi de la NCCR-Mageuzi. Es va situar en el cinquè lloc de deu candidats, guanyant el 0,49% dels vots.